# Rali de Marrocos
Rali de Marrocos (Rallye du Maroc) foi uma das etapas do Campeonato Mundial de Rali (WRC).
O Rali de Marrocos era uma etapa maratona, similar ao Rali Safari.
Este evento fez parte do WRC em 1973, 1975 e 1976. As etapas eram variadas, curtas mas duras e competitivas, e longas, como as típicas das travessias de deserto (como o Rali Dakar).

## Vencedores
| Ano  | Evento                                   | Piloto / co-piloto                     | Carro                      |
| ---- | ---------------------------------------- | -------------------------------------- | -------------------------- |
| 1934 | 1er Rallye du Maroc                      | Bravard                                | Essex                      |
| 1935 | 2ème Rallye du Maroc                     | Jean Trévoux Marcel Lesurque           | Bugatti 3L                 |
| 1937 | 3ème Rallye du Maroc                     | Jean Trévoux Marcel Lesurque           | Hotchkiss                  |
| 1950 | 4ème Rallye du Maroc                     | Costa Preynat                          | Simca 8 Sport              |
| 1951 | 5ème Rallye du Maroc                     | Jean Lucas Jacques Péron               | Ferrari 212                |
| 1952 | 6ème Rallye du Maroc                     | Robert Amic Mareschi                   | Simca Aronde               |
| 1953 | 7ème Rallye du Maroc                     | Paul van de Kaart Jacques Péron        | Porsche 356 1300           |
| 1954 | 8ème Rallye du Maroc                     | Robert La Caze Grammatico              | Simca Aronde               |
| 1955 | 9ème Rallye du Maroc                     | Jean Deschazeaux Marteau               | Peugeot 203                |
| 1967 | 10ème Rallye du Maroc                    | Robert La Caze Raymond Ponnelle        | Simca Aronde               |
| 1968 | 11ème Rallye du Maroc                    | Jean-Pierre Nicolas Jean de Alexandris | Renault 8 Gordini          |
| 1969 | 12ème Rallye du Maroc                    | Bob Neyret Jacques Terramorsi          | Citroen DS 21              |
| 1970 | 13ème Rallye du Maroc                    | Bob Neyret Jacques Terramorsi          | Citroen DS 21              |
| 1971 | 14ème Rallye du Maroc                    | Jean Deschazeaux Jean Plassard         | Citroën SM                 |
| 1972 | 15ème Rallye du Maroc                    | Simo Lampinen Sölve Andreasson         | Lancia Fulvia HF 1.6 Coupé |
| 1973 | 16ème Rallye du Maroc (8 - 13 de maio)   | Bernard Darniche Alain Mahé            | Alpine A110 1800           |
| 1975 | 18ème Rallye du Maroc (22 - 27 de junho) | Hannu Mikkola Jean Todt                | Peugeot 504                |
| 1976 | 19ème Rallye du Maroc (24 - 28 de junho) | Jean-Pierre Nicolas Michel Gamet       | Peugeot 504                |
| 1985 | 20ème Rallye du Maroc                    | Shekhar Mehta Yvonne Mehta             | Nissan 240RS               |
| 1986 | 21er Rallye du Maroc                     | Alain Ambrosino Daniel Le Saux         | Nissan 240RS               |
| 1987 | 22ème Rallye du Maroc                    | Maurice Chomat Gilles Thimonier        | Citroen Visa 1000 Pistes   |
| 1988 | 23ème Rallye du Maroc                    | Paul-Émile Descamps Michel Gautheron   | Opel Manta 400             |